# 施韦夏特河
施韦夏特河（德語：Schwechat，德語發音：[ˈʃvɛçat] ⓘ）是奥地利下奥地利州的河流，是多瑙河的右支流，长62千米。